# Мурато
Мурато (фр. Murato, корс. Muratu) — коммуна во Франции, находится в регионе Корсика. Департамент коммуны — Верхняя Корсика. Административный центр кантона Верхний Неббио. Округ коммуны — Бастия.
Код INSEE коммуны — 2B172.

## Население
Население коммуны на 2008 год составляло 599 человек.
| 1954 | 1962 | 1968 | 1975 | 1982 | 1990 | 1999 | 2008 |
| ---- | ---- | ---- | ---- | ---- | ---- | ---- | ---- |
| 1012 | 534  | 538  | 538  | 533  | 565  | 555  | 599  |

## Экономика
В 2007 году среди 373 человек в трудоспособном возрасте (15—64 лет) 249 были экономически активными, 124 — неактивными (показатель активности — 66,8 %, в 1999 году было 65,5 %). Из 249 активных работали 209 человек (121 мужчина и 88 женщин), безработных было 40 (19 мужчин и 21 женщина). Среди 124 неактивных 22 человека были учениками или студентами, 47 — пенсионерами, 55 были неактивными по другим причинам.

## Фотогалерея

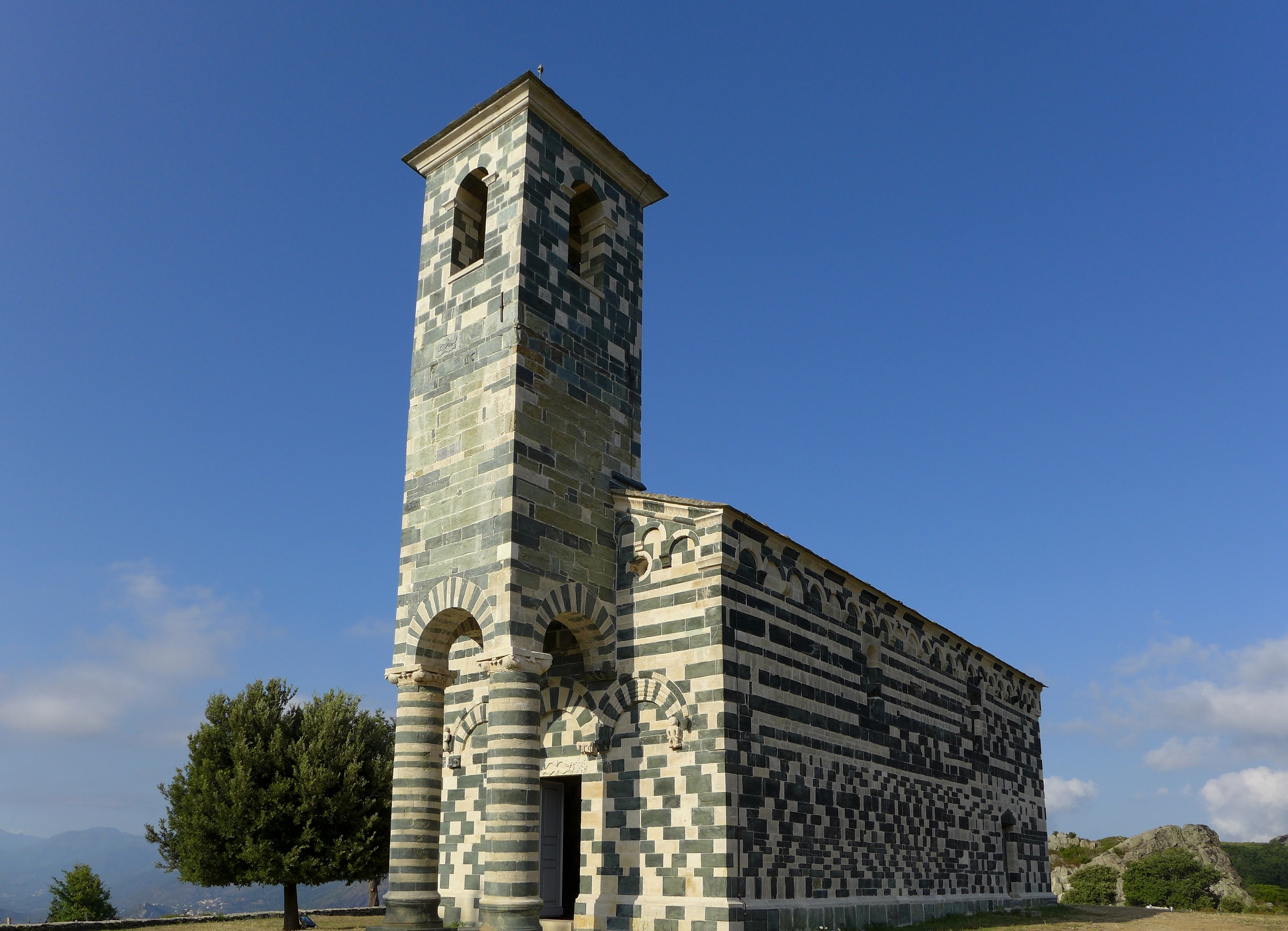
Церковь Сан-Мишель
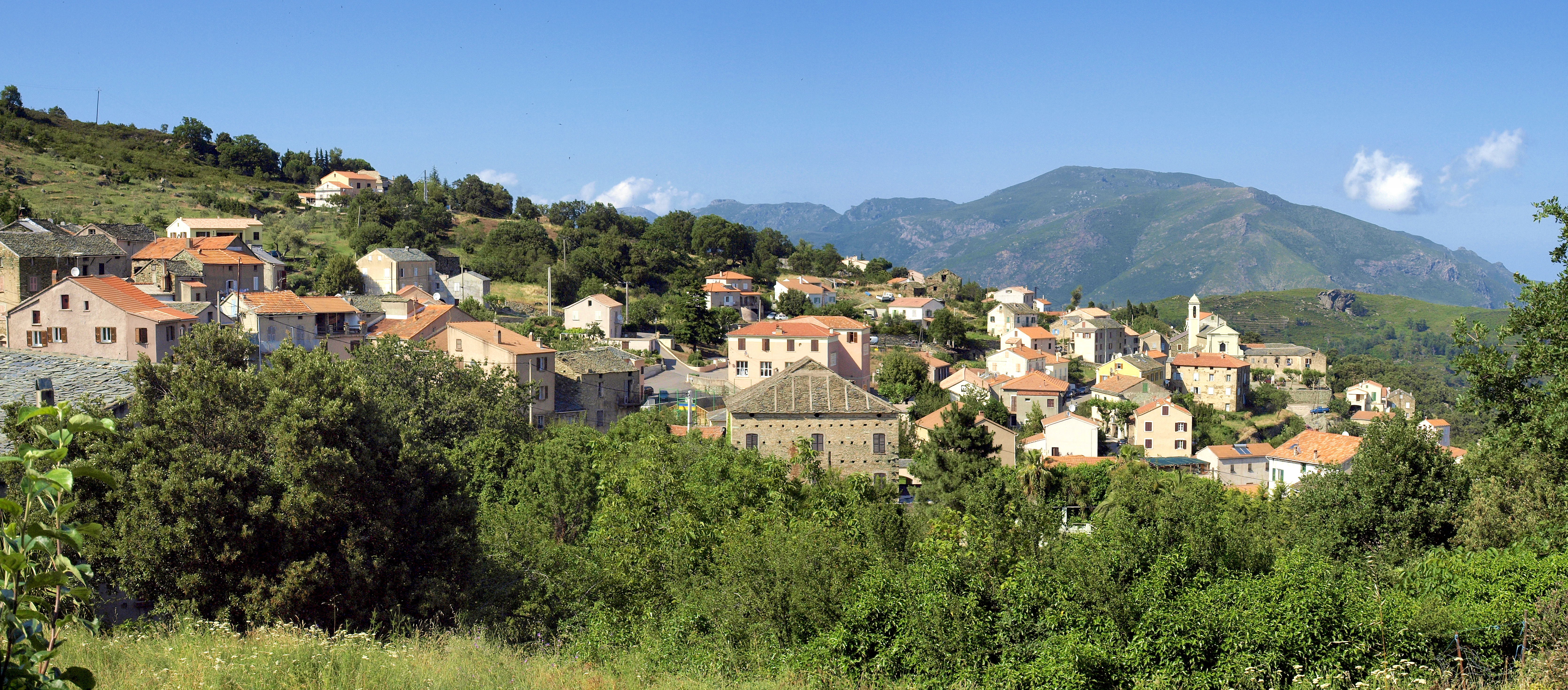
Мурато
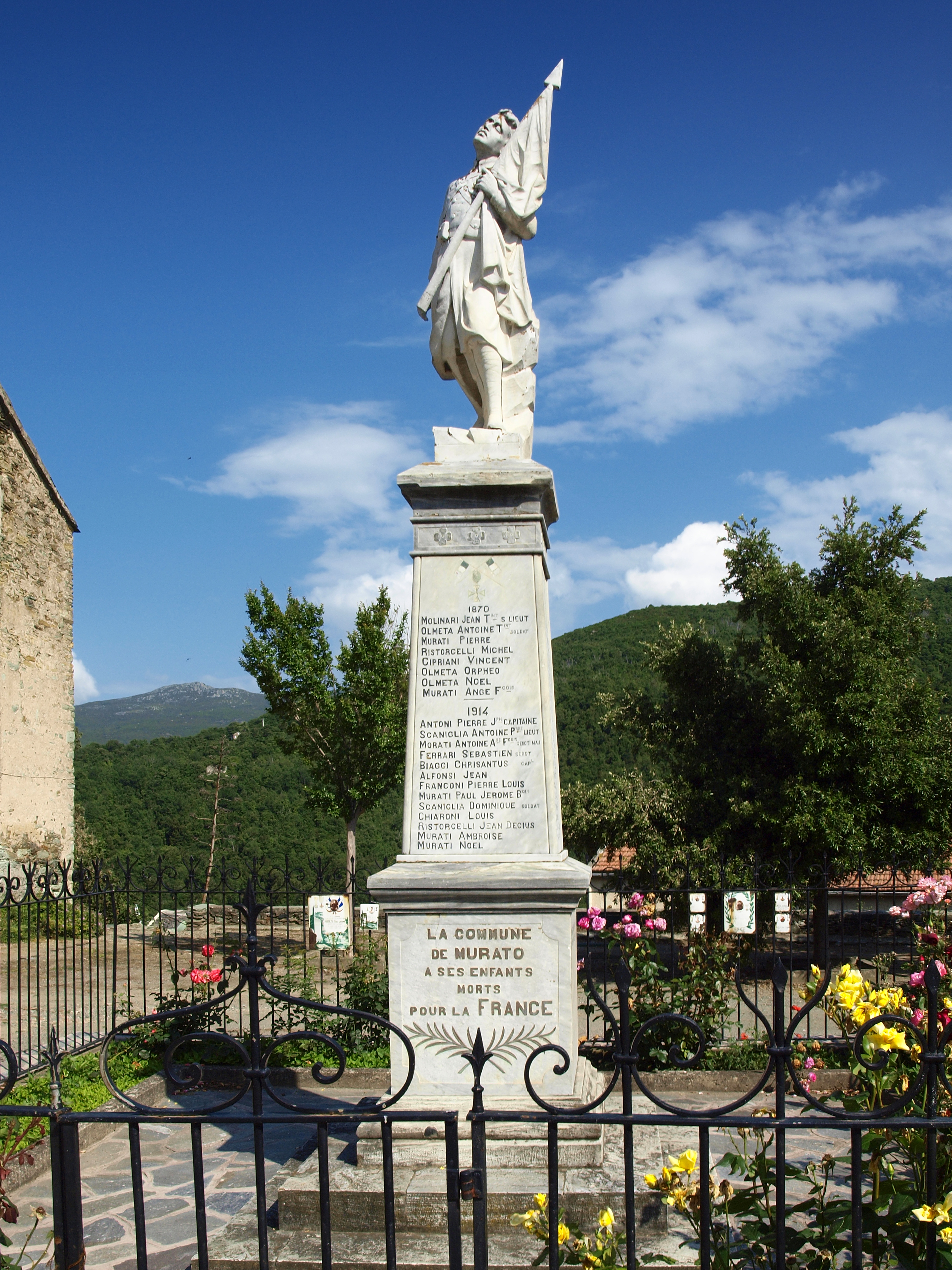
Военный монумент